# Tropical Albums
Tropical Albums (anteriormente conocido como Tropical/Salsa ) es una lista de discos publicada por la revista Billboard. Establecida en junio de 1985, la lista recopila información sobre los álbumes más vendidos en géneros como salsa, merengue, bachata, cumbia y vallenato, que con frecuencia se consideran música tropical. La lista presenta solo álbumes de larga duración y, como todas las listas de álbumes de Billboard, se basa en las ventas. Nielsen SoundScan compila la información a partir de una muestra que representa más del 90 % del mercado minorista de música de EE. y descargas digitales). También se tabula un número limitado de ventas verificables en salas de conciertos. Innovations de El Gran Combo de Puerto Rico fue el primer álbum en alcanzar el número uno en la lista. Hasta el 21 de mayo de 2005, los discos de reggaeton aparecían en la lista. Luego de la instalación de la lista Latin Rhythm Albums, los títulos de reggaeton ya no podían aparecer en la lista de Tropical Albums. Al eliminar los álbumes de reggaeton de la lista de álbumes tropicales, abrió espacios para reingresos y debuts. El grupo estadounidense de bachata Aventura reclamó el primer lugar en la lista de álbumes tropicales, que marcó la primera vez desde la edición del 6 de noviembre de 2004 que un álbum de reggaeton no estaba en el puesto número uno.
El álbum número uno actual, a partir de la edición del 3 de septiembre de 2022 es Todavia Me Amas: Lo Mejor de Aventura de Aventura.

## Logros importantes en la lista

### Artista con más números uno
- Gilberto Santa Rosa (12)
- Víctor Manuelle (12)
- Marc Anthony (7)
- El Gran Combo de Puerto Rico (6)
- Eddie Santiago (6)
- La India (6)
- Prince Royce (6)
- Aventura (5)
- Jerry Rivera (5)
- Juan Luis Guerra (5)
- Luis Enrique (5)
- Romeo Santos (5)
- Frankie Ruiz (4)
- Gloria Estefan (4)
- Charlie Zaa (4)

## Álbumes más vendidos de fin de año
Según la RIAA, los álbumes que contienen más del 50% de contenido en español reciben certificaciones de oro (Disco de Oro) para envíos a EE. UU. de 100.000 unidades; platino (Disco de Platino) por 200.000 y multiplatino (Multi-Platino) por 400.000 y siguiendo en incrementos de 200.000 a partir de entonces.
| Año  | Artista                 | Álbum                                               | Sello                     | Certificación RIAA   |
| ---- | ----------------------- | --------------------------------------------------- | ------------------------- | -------------------- |
| 1986 | Frankie Ruiz            | Solista Pero No Solo                                | Rodven Records            |                      |
| 1987 | Eddie Santiago          | Atrevido y Diferente                                | Rodven Records            |                      |
| 1988 | Eddie Santiago          | Sigo Atrevido                                       | Rodven Records            |                      |
| 1989 | Eddie Santiago          | Invasión de la Privacidad                           | Rodven Records            |                      |
| 1990 | Luis Enrique            | Mi Mundo                                            | Sony Discos               |                      |
| 1991 | Juan Luis Guerra        | Bachata Rosa                                        | KAREN Records             | Platinum (Latin)     |
| 1992 | Gilberto Santa Rosa     | Perspectiva                                         | Sony Discos               | 2× Platinum (Latin)  |
| 1993 | Jerry Rivera            | Cuenta Conmigo                                      | Sony Discos               | 4× Platinum (Latin)  |
| 1994 | Gloria Estefan          | Mi Tierra                                           | Epic                      | 16× Platinum (Latin) |
| 1995 | Gloria Estefan          | Mi Tierra                                           | Epic                      | 16× Platinum (Latin) |
| 1996 | Gloria Estefan          | Abriendo Puertas                                    | Epic                      | 6× Platinum (Latin)  |
| 1997 | Charlie Zaa             | Sentimientos                                        | Sonolux                   | Platinum             |
| 1998 | Buena Vista Social Club | Buena Vista Social Club                             | World Circuit             | Platinum             |
| 1999 | Elvis Crespo            | Suavemente                                          | Sony Discos               | Platinum             |
| 2000 | Marc Anthony            | Desde Un Principio: From the Beginning              | RMM                       | Gold                 |
| 2001 | Son by Four             | Son by Four                                         | Sony Discos               | Gold                 |
| 2002 | Marc Anthony            | Libre                                               | Sony Discos               | Gold                 |
| 2003 | Celia Cruz              | Hits Mix                                            | Sony Discos               | 2× Platinum (Latin)  |
| 2004 | Daddy Yankee            | Barrio Fino                                         | El Cartel Records         | Platinum             |
| 2005 | Daddy Yankee            | Barrio Fino                                         | El Cartel Records         | Platinum             |
| 2006 | Aventura                | God's Project                                       | Stritchcode/Premium Latin | 4× Platinum (Latin)  |
| 2007 | Aventura                | K.O.B. Live                                         | Stritchcode/Premium Latin | 6× Platinum (Latin)  |
| 2008 | Aventura                | Kings of Bachata: Sold Out at Madison Square Garden | Stritchcode/Premium Latin | 8× Platinum (Latin)  |
| 2009 | Aventura                | The Last                                            | Stritchcode/Premium Latin | 4× Platinum (Latin)  |
| 2010 | Aventura                | The Last                                            | Stritchcode/Premium Latin | 4× Platinum (Latin)  |
| 2011 | Prince Royce            | Prince Royce                                        | Top Stop Music            | 3× Platinum (Latin)  |
| 2012 | Romeo Santos            | Formula: Vol. 1                                     | Sony Music Latin          | 3× Platinum (Latin)  |
| 2013 | Marc Anthony            | 3.0                                                 | Sony Music Latin          | 4× Platinum (Latin)  |
| 2014 | Romeo Santos            | Formula: Vol. 2                                     | Sony Music Latin          | 11× Platinum (Latin) |
| 2015 | Romeo Santos            | Formula: Vol. 2                                     | Sony Music Latin          | 11× Platinum (Latin) |
| 2016 | Gente de Zona           | Visualízate                                         | Sony Music Latin          | 1× Platinum (Latin)  |
| 2017 | Romeo Santos            | Golden                                              | Sony Music Latin          | 11× Platinum (Latin) |
| 2018 | Romeo Santos            | Golden                                              | Sony Music Latin          | 11× Platinum (Latin) |
| 2019 | Aventura                | Todavia Me Amas: Lo Mejor de Aventura               | Sony Music Latin          |                      |
| 2020 | Aventura                | Todavia Me Amas: Lo Mejor de Aventura               | Sony Music Latin          |                      |
| 2021 | Aventura                | Todavia Me Amas: Lo Mejor de Aventura               | Sony Music Latin          |                      |